# بانتيليس بابايوكيم
بانتيليس بابايوكيم مواليد 9 سبتمبر 1975 في سالونيك، هو لاعب كرة سلة يوناني معتزل. بدأ مسيرته الاحترافية في سنة 2000. يبلغ طوله 6 قدم 9 بوصة (2.1 م). اعتزل اللعب في 2016.

## المسيرة الاحترافية
لعب مع نادي إراكليس سالونيك لكرة السلة من سنة 2000 إلى 2002، ثم لعب مع نادي ماكدونيكوس لكرة السلة في موسم 2002–2003، ثم لعب مع نادي إيه إي كي لكرة السلة في موسم 2003–2004، ثم لعب مع نادي إراكليس سالونيك لكرة السلة في موسم 2004–2005، ثم لعب مع نادي إيه إي كي لكرة السلة في موسم 2005–2006، ثم لعب مع نادي أولمبيا لاريسا لكرة السلة من سنة 2008 إلى 2010.

## روابط خارجية
- بانتيليس بابايوكيم على موقع الدوري الأوروبي لكرة السلة (الإنجليزية)
- بانتيليس بابايوكيم على موقع كرة السلة الأوروبية.كوم (الإنجليزية)
- بانتيليس بابايوكيم على موقع ريلجم (الإنجليزية)
- بانتيليس بابايوكيم على موقع سبورتس رفرنس (الإنجليزية)